# I. Menheperrészeneb

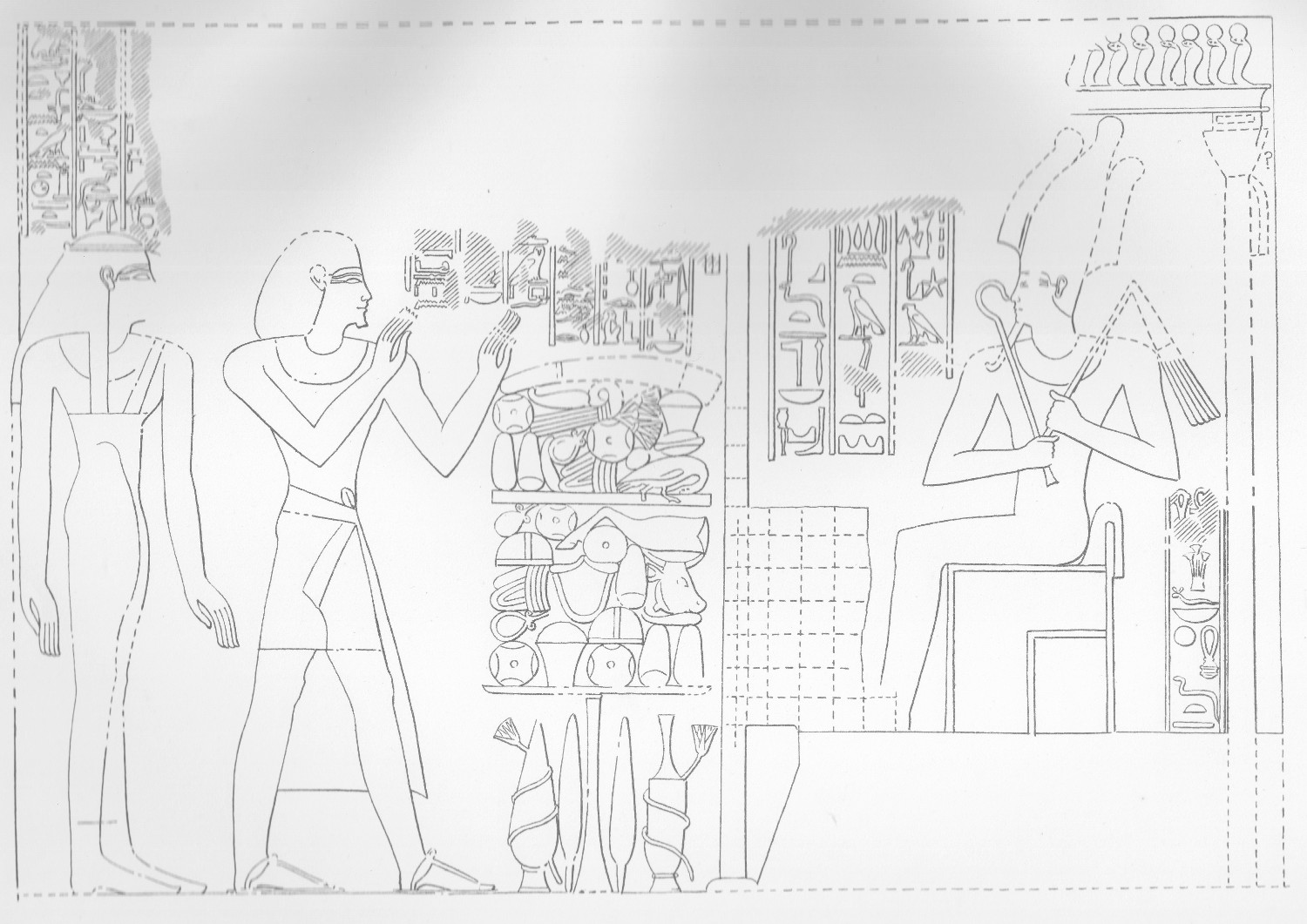
Egy relief másolata Menheperrészeneb sírjából, a TT86-ból

Menheperrészeneb (mn-ḫpr-rˁ-snb, nevének jelentése: „Menheperré egészséges”; a Menheperré III. Thotmesz uralkodói neve) ókori egyiptomi pap; Ámon főpapja volt a XVIII. dinasztia idején, III. Thotmesz és II. Amenhotep uralkodása alatt.
Apja szintén Ámon főpapja volt, neve Minnaht vagy Nahtmin. Menheperrészeneb valószínűleg apjától örökölte pozícióit. Felesége egy Tanijunu (vagy Taiunu) nevű hölgy volt. Családjáról többet nem tudni.
Az Ámon főpapja mellett még számos címet viselt: „a nemesség tagja”, „örökös nemesember”, „polgármester”, „királyi pecséthordozó”, „a király magtárainak felügyelője”, „az idegen földek felügyelője”, „a kincstár szeme”. Sírjában több jelenetben ábrázolják, amint felügyeli a Krétáról, Hattiból és Szíriából érkező küldöttségek érkezését. A látogatók értékes árut, például szőnyegeket és szamarakat hoztak magukkal.

## Sírja
Menheperrészeneb sírja a thébai TT86. Egy időben azt hitték, hogy emellett egy másik sírja is készült, a TT112, de Peter Dorman egyiptológus bizonyította, hogy két különböző személy sírjáról van szó. Menheperrészenebnek volt egy azonos nevű unokaöccse, akinek a feleségét Nebettának hívták, övék a TT112 sír.

## Fordítás
- Ez a szócikk részben vagy egészben  a   Menkheperraseneb I című angol Wikipédia-szócikk ezen változatának fordításán alapul.  Az eredeti cikk szerkesztőit annak laptörténete sorolja fel. Ez a jelzés csupán a megfogalmazás eredetét és a szerzői jogokat jelzi, nem szolgál a cikkben szereplő információk forrásmegjelöléseként.